# Боева, Нина Фёдоровна
Ни́на Фёдоровна Бо́ева (1890, Липецк — 1956) — советский астроном. 
В 1921—1943 годах работала в Пулковской обсерватории. Также работала в Институте теоретической астрономии. В 1936 году была арестована в связи с «пулковским делом».
Научные работы посвящены небесной механике. Занималась изучением движения комет, малых планет, спутников планет-гигантов.
Именем Боевой названа малая планета (1654) Боева, открытая
П. Ф. Шайн 8 октября 1931 года в
Симеизской обсерватории.